# Astroboa clavata
Astroboa clavata is een slangster uit de familie Gorgonocephalidae.
De wetenschappelijke naam van de soort werd in 1862 gepubliceerd door Theodore Lyman. De beschrijving gebeurde aan de hand van een exemplaar, verzameld bij Zanzibar.